# Fritz Sperberg
Fritz Sperberg (Texas, 20 luglio 1951) è un attore statunitense.

## Filmografia parziale

### Cinema
- Lucky Luke, regia di Terence Hill (1991)
- Giochi di potere, regia di Phillip Noyce (1992)
- Nato ieri (1993)
- Botte di Natale, regia di Terence Hill (1994)
- Genitori cercasi (North), regia di Rob Reiner (1994)
- Potenza virtuale (Virtual Weapon, conosciuto anche come Cyberflic), regia di Antonio Margheriti (1997)

### Televisione
- Macbeth - film TV, regia di Béla Tarr (1982)
- Fuori nel buio – film TV (1985)
- Lucky Luke – serie televisiva con protagonista Terence Hill (1992)
- Star Trek: Deep Space Nine – serie TV, episodio 6x14 (1998)
- Star Trek: Voyager – serie TV, episodio 7x07 (2000)
- The Event – cortometraggio (2006)

## Doppiatori italiani
- Roberto Chevalier  in  Botte di Natale